# Sapo (langue)
Le sapo est une langue kru parlée au Liberia.